# Drakon
Drakon (stgr. Δράκων – „Smok”) – prawodawca ateński, żył w VII wieku p.n.e., twórca pierwszego pisanego kodeksu praw ateńskich. Wybrany został na archonta (jeden z dziewięciu najwyższych urzędników w starożytnych Atenach) w 621 r. p.n.e. Ułożony przez niego kodeks, będący spisem istniejących już dużo wcześniej praw zwyczajowych, słynął z surowości (stąd też do dziś tzw. "drakońskie prawa", "drakońskie kary" są synonimem bardzo surowego prawodawstwa) i z tego też powodu Ateńczycy w 594 roku p.n.e. polecili Solonowi ułożenie nowego kodeksu. Do regulacji odwoływano się do IV w. p.n.e..
Imię Drakona pozostaje tradycyjnie związane z prawodawstwem surowym i krwawym z powodu archaicznej surowości kar; historyk grecki Plutarch (Żywot Solona 17) nazywał prawa „pisanymi krwią”. W rzeczywistości opinie o okrucieństwie są przesadzone, a ta niewielka część, która pozostała nam z jego dzieła, pokazuje, że starał się on złagodzić obowiązujące w tym okresie zwyczaje. W epoce historycznej z kompleksu jego praw przetrwały jedynie te odnoszące się do krwawych zbrodni, które Solon utrzymał w mocy i kazał wyryć na tablicach. Za czasów archonta Dioklesa (409–408 r. p.n.e.), za sprawą Ksenofonta i na mocy uchwały bule, wyryto kopię praw Drakona odnoszących się do zabójstwa na marmurowej steli, która, jakkolwiek zachowana w części, przetrwała do naszych czasów. Zasługą Drakona było ustalenie zapisu normy prawa zwyczajowego, chroniąc ją przed nadużyciami sędziów, a najważniejsze było wprowadzenie do prawodawstwa rozróżnienia na zabójstwo zamierzone i niezamierzone; ponadto obok procesu za zabójstwo wprowadził również proces za nakłanianie.